# Finländska aktivismen

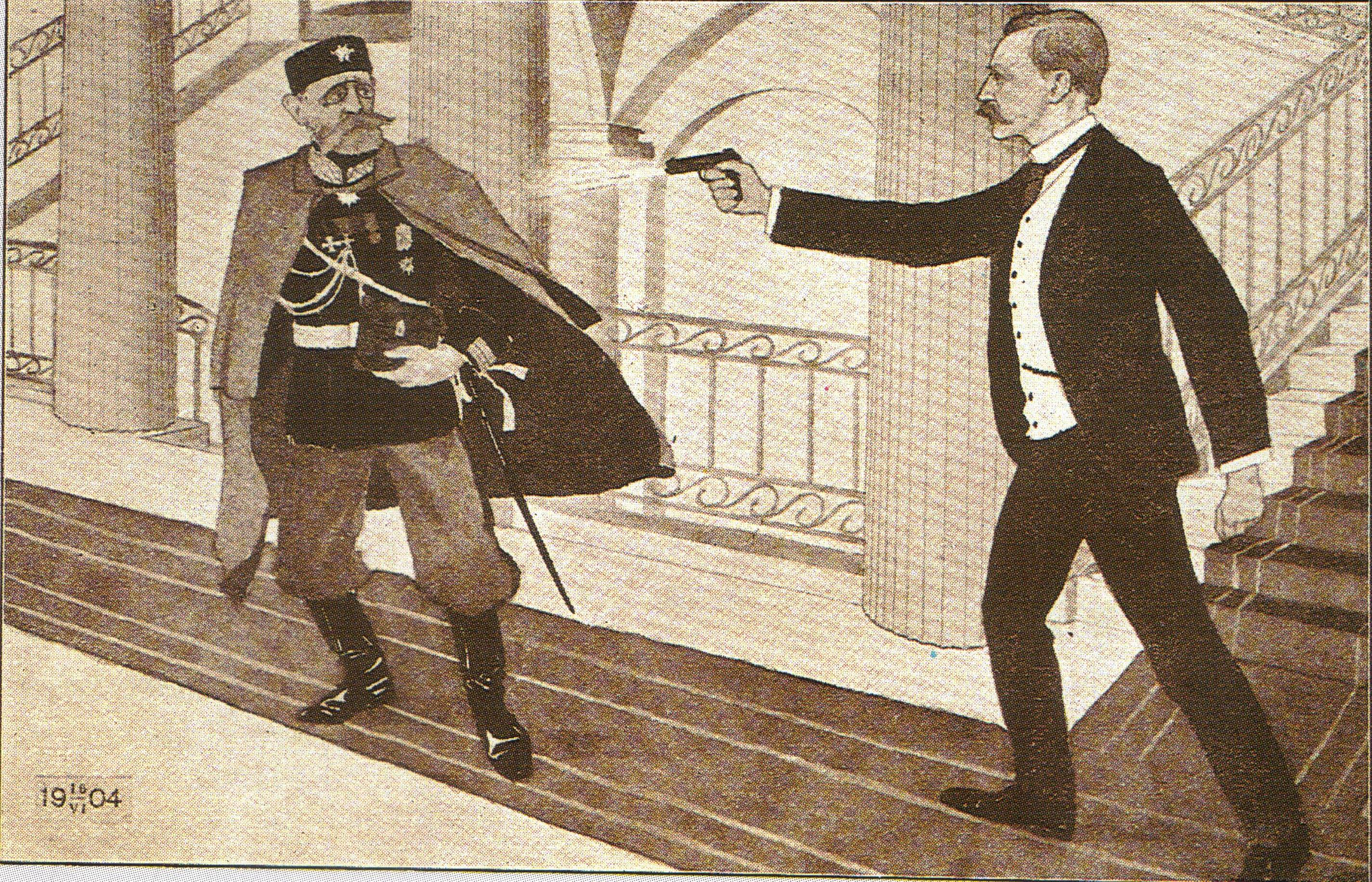
Eugen Schauman skjuter Nikolaj Bobrikov.

Aktivismen betecknar i Finland den politiska rörelse som i början av 1900-talet eftersträvade fullständig självständighet från Ryssland. 
Aktivismen kan sägas ha fått sin början under kosackkravallerna i Helsingfors i april 1902, då man för första gången från finländsk sida med våld besvarade det ryska våldet. Ett organiserat aktivt motstånd uppkom dock först något senare. Aktivisterna skilde sig 1903 från de konstitutionella anhängarna av ett passivt motstånd och följande år bildades Finska aktiva motståndspartiet, som antog karaktären av ett hemligt sällskap. En självständig och isolerad aktion var Eugen Schaumans attentat mot generalguvernören Nikolaj Bobrikov 1904. 
Aktivisterna utgjorde en mycket homogen grupp: flertalet var svenskspråkiga akademiker. Påfallande stort var även inslaget av författare och konstnärer. Som aktivisternas ledare uppträdde Konni Zilliacus, som knutit värdefulla storpolitiska kontakter och under rysk-japanska kriget 1904–1905 inledde samarbete med japanerna, vilka bistod aktivisterna med vapenleveranser. För förberedandet av en väpnad aktion grundades Voimaförbundet, som skulle ersätta landets 1901–1905 upplösta militär. Under storstrejken 1905 framträdde aktivisterna jämsides med socialisterna och med de konstitutionella. Aktivisterna omfattade till en början de sistnämndas syn på hur konflikten mellan Finland och kejsardömet skulle lösas. De övergick dock 1907, då rörelsen till följd av en temporär avspänning i de rysk-finländska relationerna befann sig på retur, till att uttryckligen arbeta för Finlands självständighet. Självständighetstanken vann i detta skede och senare föga genklang, men förblev genom aktivismens insats levande särskilt bland universitetsungdomen, där jägarrörelsen framträdde efter första världskrigets utbrott. Den egentliga organisationsverksamheten avstannade 1908 och två år senare tystnade rörelsens språkrör. 
Nyaktivismens ledande organ var den 1915 grundade Aktiva kommittén (AK), som bestod av representanter för bland annat de borgerliga partierna, Militärkommittén och studenterna. Kommittén bedrev bland annat värvning av folk till jägarrörelsen, grundade senare skyddskårer och anskaffade vapen. 

## Efteraktivismen
Sedan självständigheten uppnåtts uppträdde en efteraktivism, ett begrepp som använts för att beteckna den politiska verksamhet som bedrevs under republiken Finlands första år i syfte att motverka sovjetiskt inflytande, bistå frändefolken bortom östgränsen och motverka socialismen. En av aktivisternas mest spektakulära planer gick ut på att hösten 1919 erövra Petrograd med reguljära finländska trupper; denna aktion skulle företas efter en statskupp. Detta avstyrdes dock av moderatare borgerliga krafter (Aunus-expeditionen). 
Det var endast ett relativt ringa antal individer som handhade ledningen under aktivismens olika skeden. Denna kärntrupp (som från 1922 drabbades av svår splittring) kom under hela mellankrigstiden att spela rollen som ett slags den borgerliga radikalismens utomparlamentariska elit, vilken skapade ett stort antal mer eller mindre antidemokratiska organisationer. Aktivismen i den bemärkelsen överlevde även Mäntsäläupproret 1932 och gick definitivt i graven först vid det sovjetiska storanfallet på Karelska näset försommaren 1944. Språkfrågan inverkade splittrande på aktivisterna; påfallande många av dem var under tidigare år och även senare (Aktiva studentförbundet) svenskspråkiga, medan en hel del finskspråkiga aktivister omfattade äktfinskheten, vilket försvårade samarbetet.